# Krokträsket (Nederkalix socken, Norrbotten, 732137-184602)
Krokträsket är en sjö i Kalix kommun i Norrbotten och ingår i Sangisälven-Kalixälvens kustområde. Sjön har en area på 0,166 kvadratkilometer och ligger 20,1 meter över havet.

## Delavrinningsområde
Krokträsket ingår i det delavrinningsområde (732149-184655) som SMHI kallar för Rinner mot Bodöfjärden. Medelhöjden är 12 meter över havet och ytan är 12,31 kvadratkilometer. Det finns inga avrinningsområden uppströms utan avrinningsområdet är högsta punkten. Avrinningsområdets utflöde mynnar i havet, utan att ha någon enskild mynningsplats. Avrinningsområdet består mestadels av skog (73 procent). Avrinningsområdet har 0,17 kvadratkilometer vattenytor vilket ger det en sjöprocent på 1,4 procent. Bebyggelsen i området täcker en yta av 0,98 kvadratkilometer eller 8 procent av avrinningsområdet.